# Scotty Moore

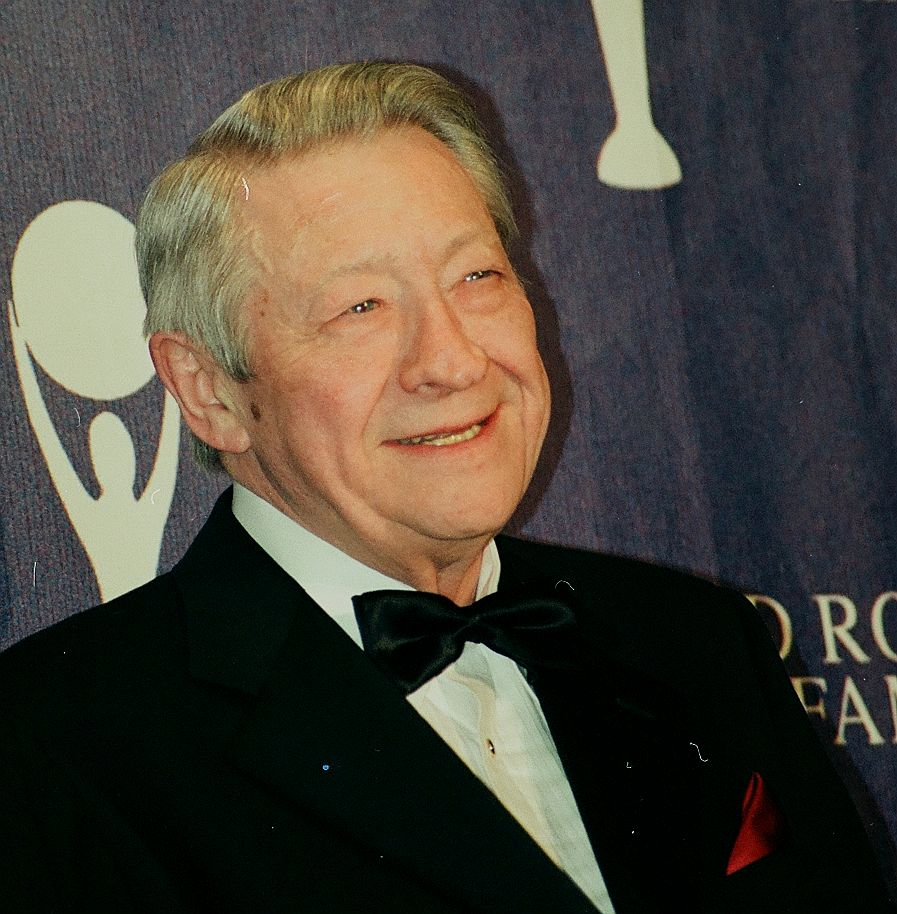
Scotty Moore (2000)

Winfield Scott „Scotty“ Moore III (* 27. Dezember 1931 nahe Gadsden, Tennessee; † 28. Juni 2016 in Nashville, Tennessee) war ein US-amerikanischer Musiker. Er wurde als Gitarrist von Elvis Presley bekannt.

## Leben
Scott „Scotty“  Moore wurde 1931 auf einer abgelegenen Farm zwischen den Orten Gadsden und Humboldt in Tennessee als jüngstes von 14 Kindern geboren. Drei seiner älteren Brüder spielten Gitarre und sein Vater spielte Banjo und Geige. Moore erlernte mit acht Jahren das Gitarrenspiel. Seine frühesten Einflüsse waren dabei Jazz und Country; Vorbild war der Countrygitarrist Chet Atkins. 
1948 trat er in die US Navy ein und diente in China und Korea. Nach seiner Rückkehr vom Militärdienst 1952 gründete er mit dem Bassisten Bill Black die Countryband The Starlite Wranglers, die beim Plattenlabel Sun Records unter der Führung von Sam Phillips erste Aufnahmen machte.
Im Sommer 1954 wurde Moore von Marion Keisker, einer Sekretärin von Sam Phillips, der junge Sänger Elvis Presley empfohlen. Im Juli 1954 machten Moore und Black die ersten Plattenaufnahmen mit Presley, bei denen unter anderem das Lied That’s All Right aufgenommen wurde; ein Stück des schwarzen Sängers Arthur „Big Boy“ Crudup. Presley, Black und Moore gründeten daraufhin zusammen mit dem Schlagzeuger D. J. Fontana die Band Blue Moon Boys. Moore übernahm vorübergehend das Management von Presley, und die Blue Moon Boys begannen mit Tourneen durch den Süden der USA. Mit zunehmendem Erfolg trat der Bandname zugunsten des Namens Elvis Presley in den Hintergrund.
Während der folgenden Jahre wirkte Moore bei vielen Aufnahmen Presleys mit. Sein Gitarrenspiel ist unter anderem auf Good Rockin’ Tonight, Baby Let’s Play House, Heartbreak Hotel, Mystery Train, Hound Dog, Too Much und Jailhouse Rock zu hören. Weiter ist Moore in vielen Fernsehshows und Kinofilmen neben Presley zu sehen. Der letzte Auftritt mit Presley fand 1968 in der Fernsehshow Elvis NBC TV-Special bei NBC statt.
In den 1970er- und 1980er-Jahren arbeitete Moore als Gitarrist und Produzent für verschiedene Künstler. So produzierte er 1970 Ringo Starrs Soloalbum Beaucoups of Blues, spielte 1975 mit Carl Perkins auf dessen Platte EP Express und produzierte bis zum Ende der 1980er-Jahre Musik für Fernsehshows von und mit Künstlern wie Dolly Parton, Bob Hope, Perry Como, Johnny Cash und Jerry Lee Lewis.
1992 kehrte Moore als aktiver Musiker zu Sun Records zurück und gab von da an Konzerte, bei denen oft namhafte Künstler kleine Gastauftritte hatten. So wurde er unter anderem von Eric Clapton, Keith Richards und Lee Rocker (Stray Cats) begleitet. Weiter war er auf zahlreichen Tributekonzerten zu Ehren Elvis Presleys aktiv. Im Jahr 2000 wurde Moore in die Rock and Roll Hall of Fame aufgenommen und 2003 vom US-amerikanischen Musikmagazin Rolling Stone in der Liste der 100 einflussreichsten Gitarristen auf Platz 44 gesetzt. 2011 wurde er vom selben Magazin auf Rang 29 gewählt.
Moore starb am 28. Juni 2016 im Alter von 84 Jahren in Nashville. Er war dreimal geschieden. Seine langjährige Lebensgefährtin Gail Pollock verstarb 2015. Er hinterließ einen Sohn und vier Töchter.

## Musik
Ähnlich wie Presleys Gesang eine Brücke zwischen dem „weißen“ Country und dem „schwarzen“ Blues schlug, entwickelte Moore einen Gitarrenstil, der den klaren Ton der Country-Gitarre mit den gefühlvollen Melodien des Blues und Jazz verband. Dieser Ton, mittels E-Gitarre elektrisch verstärkt und durch Presleys Platten weltweit verbreitet, war stilprägend für die Rock-’n’-Roll-Musik. Neben der traditionellen Begleitfunktion der Gitarre spielte Moore schon auf frühen Aufnahmen Melodien und markante Rhythmen, die später von vielen Gitarristen in ihren Werken aufgegriffen und weiterentwickelt wurden. Noch heute nennen viele namhafte Gitarristen wie Keith Richards und Eric Clapton Moore als Vorbild. Moore war ein Fingerpicker, das heißt, er spielte die Gitarre mit einem Daumenpick, das er auch gerne wie ein Plektrum einsetzte, wenn er Single Notes oder Terzen spielte. Einige andere Gitarristen, die Moore beeinflussten, waren Merle Travis, der wiederum auch Chet Atkins beeinflusste, und der Jazzgitarrist Barney Kessel, der auf vier Alben (Soundtracks aus den 1960er-Jahren) von Elvis Presley die Gitarre spielte.
Als Manager, Gitarrist und Freund brachte Moore Presley verschiedene Gitarrentechniken bei. Presley, der zunächst einen relativ einfachen, rauen Gitarrenstil hatte, entwickelte sich nach Angaben von Mitmusikern unter dem Einfluss von Moore zu einem passablen Rhythmusgitarristen. Weiter ist bekannt, dass Moore und Presley die Instrumente oft untereinander tauschten, so dass besonders in der Frühphase viele Instrumente, die Presley auf der Bühne spielte, aus dem Besitz von Moore stammten.

## Equipment
Scotty Moore blieb während seines Lebens Vollresonanz-E-Gitarren (Archtops) der Marke Gibson treu. Während er die frühesten Elvis-Presley-Hits auf dem Modell Gibson ES-295 einspielte, wechselte er 1955 zum Modell Gibson L-5 und zwei weitere Jahre später zur Gibson Super 400. Als Gitarrenverstärker benutzte er am Anfang das Modell Fender-„Tweed“-Champ. Dieser wurde jedoch bald durch einen EchoSonic von Ray Butts (1919–2003) ersetzt. Dieser Verstärker hat ein eingebautes Band-Echo und sorgt so, beispielsweise in Mystery Train, für den auf Rock-’n’-Roll-Aufnahmen gefragten „Slapback“-Klang. An Akustikgitarren besaß Moore die Gibson J-200 Jumbo-Acoustic, die jedoch meistens von Presley gespielt wurde.
Ende der 1980er-Jahre schenkte ihm Chet Atkins sein Gibson-Signature-Modell, das Moore von da an hauptsächlich spielte. Für sein Comeback hatte er seinen alten EchoSonic wiederbelebt, daneben nutzte er einen Fender Dual Professional.

## Diskografie (Auswahl)
Anmerkung: Aufgrund der Vielzahl der Veröffentlichungen in Zusammenhang mit Elvis Presley besonders in den 1950er-Jahren kann eine abschließende Diskografie nur schwer vorgenommen werden.

### Mit Elvis Presley
- 1956: Elvis Presley
- 1957: Loving You
- 1957: Christmas Album
- 1958: King Creole
- 1959: A Date With Elvis
- 1960: Elvis Is Back!
- 1961: Something For Everybody
- 1961: Blue Hawaii
- 1962: Pot Luck with Elvis
- 1962: Girls! Girls! Girls!
- 1963: Fun in Acapulco
- 1964: Roustabout
- 1965: Elvis for Everyone
- 1968: NBC TV Special

### Mit Jerry Lee Lewis
- 1976: Original
- 1989: Classic
- 1993: All Killer, No Filler: The …
- 2002: Rockin’ the Blues: 25 Great Sun …

### Mit Carl Perkins
- 1970: EP Express
- 1992: 706 ReUnion: A Sentimental Journey

### Mit Mitgliedern der Bill Black Combo, D.J. Fontana, Keith Richards, Ron Wood u.a.
- 1997: All the King’s Men

### Mit anderen Künstlern
- 1994: Lee Rocker – Big Blue
- 1998: Steve Ripley & the Tractors – Farmers in a Changing World
- 2002: Ron Wood – Not for Beginners
- 2004: Alvin Lee – In Tennessee